# Estación Florida (Belgrano)
Florida es una estación ferroviaria ubicada en la localidad de Florida Oeste, en el partido de Vicente López, zona norte del Gran Buenos Aires, provincia de Buenos Aires.

## Servicios
Es una estación intermedia de la línea Belgrano Norte, cuyo servicio conecta las estaciones Retiro y Villa Rosa.

## Historia
La actual estación Florida nació como parada, sin nombre alguno, aunque es posible que se llamara Kilómetro 16. Hacia 1913, al pavimentarse la Avenida San Martín, se instaló en las inmediaciones de la misma un galpón obrador de la empresa encargada de la obra, Narciso Agüero & Cía. Este galpón tenía un cartel con el nombre Agüero en grandes letras, lo que motivó que la parada se llamara Parada Agüero, poco tiempo después los habitantes del barrio de Florida Oeste (donde está construida la estación) solicitaron que ésta llevara el nombre del barrio.

## Imágenes

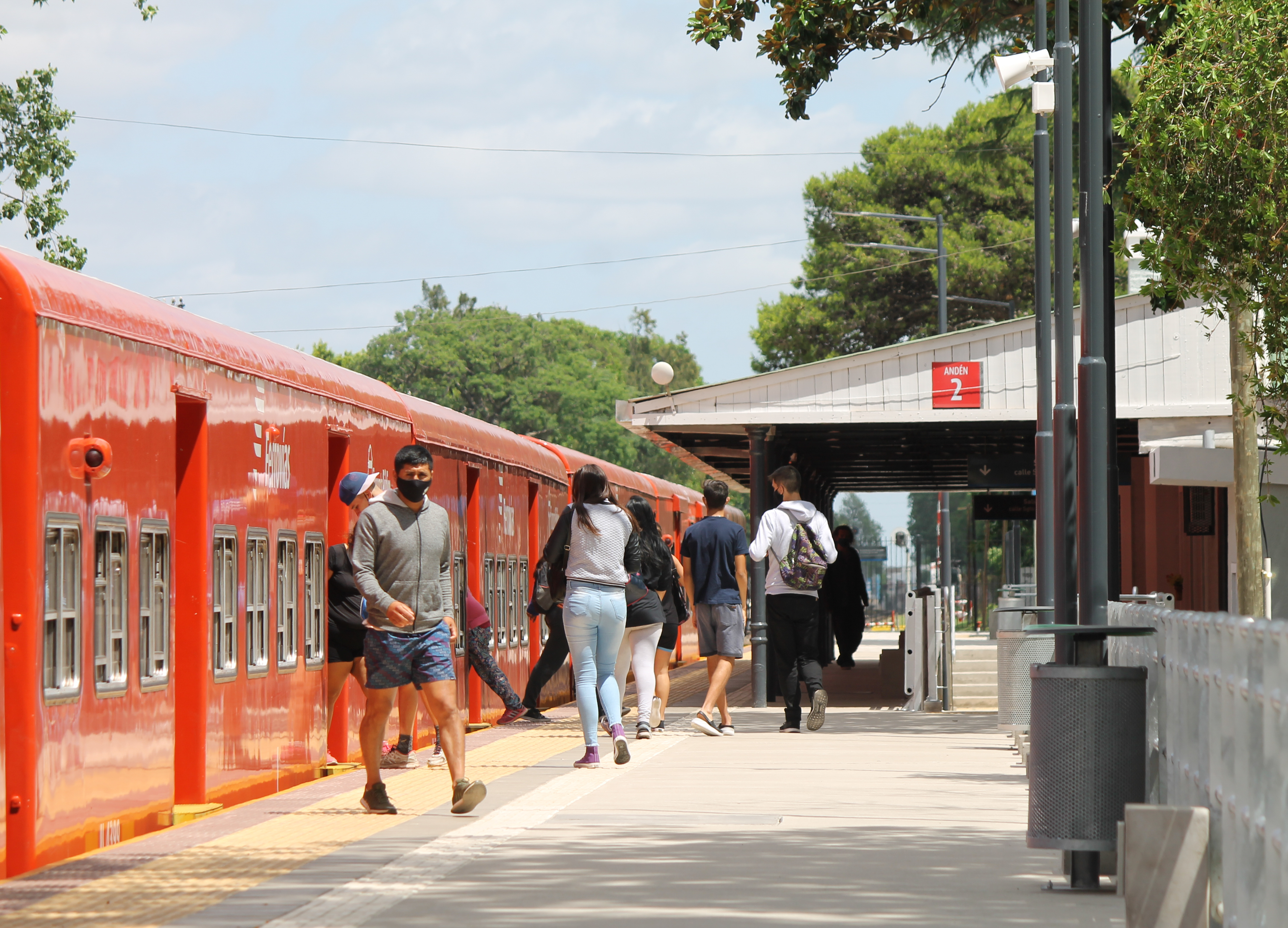
Tren hacia la Estación Retiro.